# 阿里斯多德穆斯
阿里斯多德穆斯，阿里斯托馬庫斯之子，麥西尼亞戰爭传说中的英雄。因战败绝望，自杀于女儿墓前，其女似于战前被用作牺牲以确保获胜。他的兩個兒子是歐里森尼斯和普羅克勒斯，斯巴達王室的始祖。